# Доорненбург (замок)
Доорненбург (нидерл. Kasteel Doornenburg) — позднесредневековый замок, возведённый в XIV веке. Находится в поселении Доорненбург, в центре провинции Гелдерланд, на востоке исторического региона Батавия, Нидерланды. По своему типу комплекс относится к замкам на воде.

## История

### Ранний период

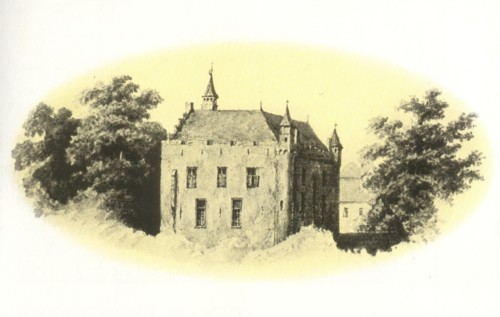
Замок на старинном рисунке

Уже в IX веке на месте нынешнего замка стоял укреплённый дом, известный как центр имения Доренбурк. В XIII веке был здесь появился небольшой каменный замок. То главное здание, которые мы видим сегодня, появилось в результате реконструкции, начатой владельцами в XIV веке. Работы затянулись и были закончены только в XV веке. Замок находился на искусственном острове и со всех сторон был окружён водой. Рвы наполнялись водой из протекавшей к северу от замка реки Линге. 
Чуть позднее появился форбург. Здесь нашлось место не только для фортификационных сооружений, но также для складов, жилых помещений, часовни и хлева. Причём форбург также находился на искусственном острове, только гораздо большей площади. Основные работы оказались завершены к концу XV века.

### После XVIII века

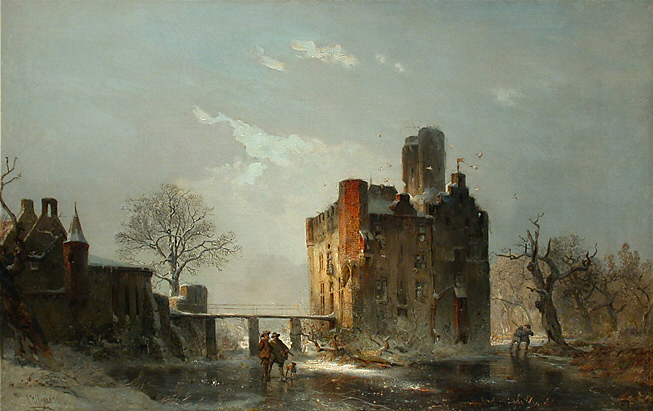
Замок на картине 1875 года

Доорненбург сравнительно благополучно пережил все войны и потрясения, происходившие на территории Гелдерланда. При этом собственники поместья неоднократно менялись. Сам замок оставался резиденцией своих владельцев до XIX века. Со временем замок обветшал и утратил свою привлекательность. С середины XIX века он использовался как склад или вовсе стоял заброшенным. 

### XX век

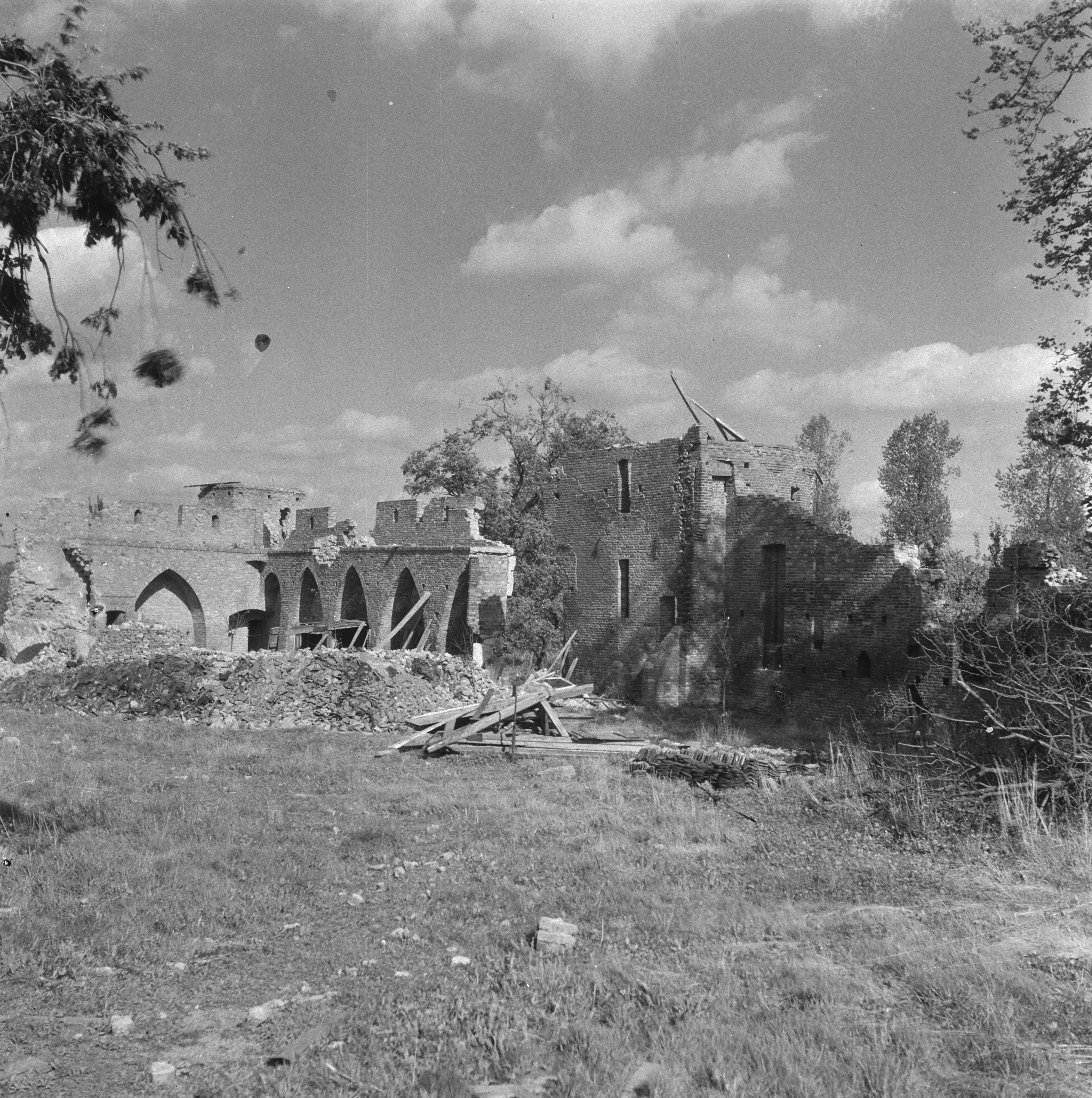
Руины замка после бомбардировки 1945 года

В 1936 году по инициативе местных властей был создан Фонд сохранения замка Доорненбург. Были выделены средства на ремонт и реставрацию. Работы начались в 1937 году и продлились несколько лет. По планам замок должен был открыть двери для посетителей в 1941 году. Однако начавшаяся Вторая мировая война все изменила. 
В конце войны замок оказался практически полностью разрушен. Главное здание лежало в руинах. Долгое время считалось, что его взорвали немцы перед отступлением. Однако позднее было доказано, что Доорненбург в марте 1945 года подвергся мощной бомбардировке британской авиации. 
Почти сразу после завершения войны началось восстановление замка. Работы начались в 1947 и продолжались более 20 лет. Были отремонтированы и отреставрированы не только все постройки, но также оказались тщательно восстановлены и вычищены окружавшие замок рвы. Лишь в 1968 году состоялось открытие отреставрированного комплекса.

## Описание

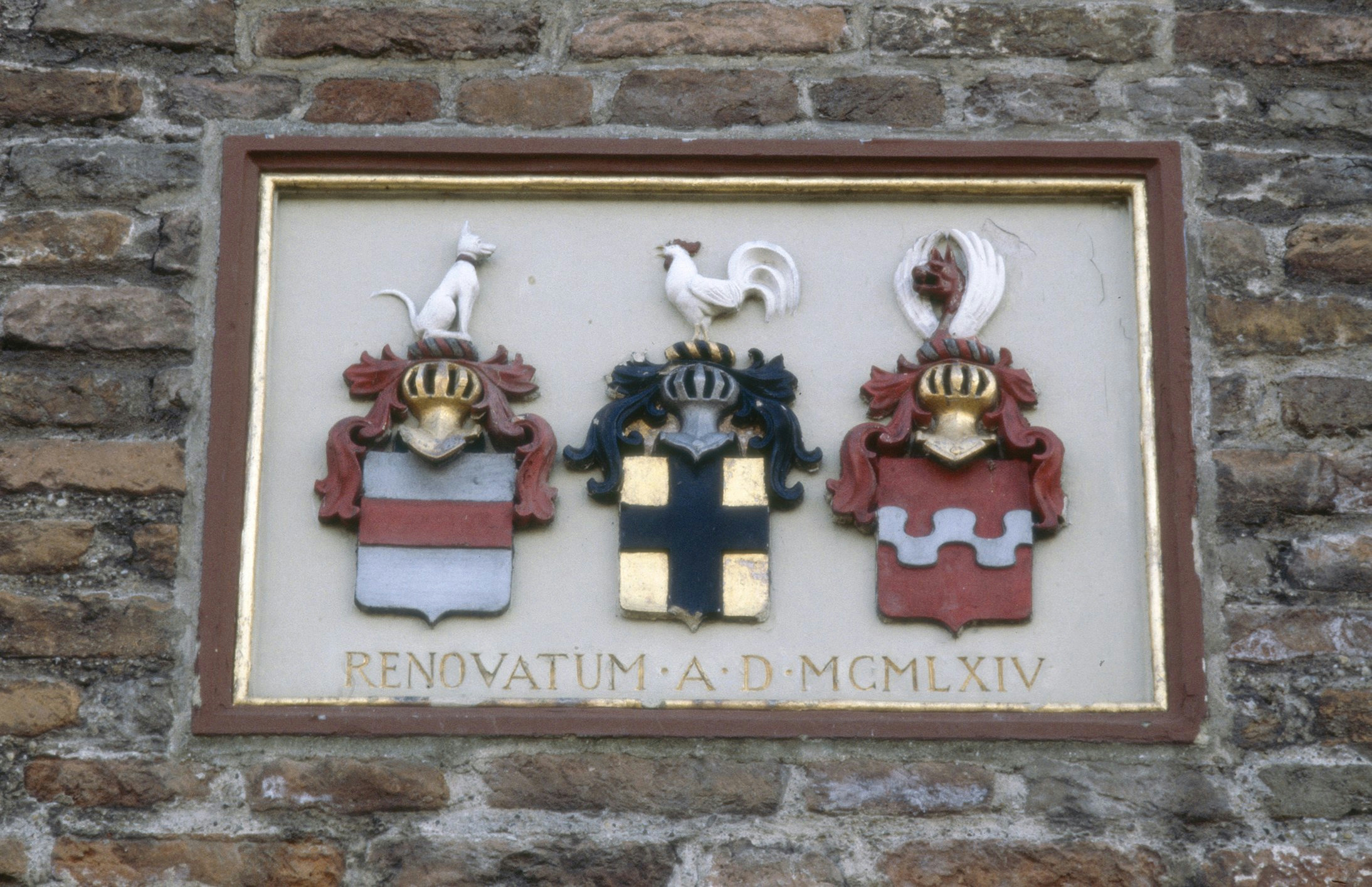
Гербы дворянских семей, владевших замком

Замковый комплекс состоит из двух частей: главной крепости, которая играет роль цитадели, и форбурга. Обе части построены на островах прямоугольной формы. Через широкие рвы, окружавшие всю крепость, имелись два подъёмных моста. Причём в цитадель можно было попасть только из форбурга. По общей площади Дооренбург является одним из самых больших водных замков Нидерландов.
Главное здание имеет квадратную форму и целиком занимает южный остров. Цитадель построена из кирпича и имеет квадратную форму. Углы здания украшены небольшими башенками с коническими крышами. Стены в верхней части имеют зубцы, что придаёт сооружению вид средневековой крепости. В ходе реставрации замок в целом сохранил тот вид, который имел в XV веке. Поэтому его окна достаточно узкие и напоминают бойницы. Форбург имеет прямоугольную форму. Он был обнесён отдельной кирпичной стеной с башнями, которые в целом можно увидеть и сегодня. Для защиты подъёмного моста в северной части форбурга были построены две круглые башни.

## В массовой культуре
- В 1968 году в замке Доорненбург снималось несколько эпизодов исторического телесериала «Флорис». Это был первый полноценный сериал, произведённый на голландском телевидении. Руководил съёмками известный режиссёр Пол Верховен, а главного героя сыграл Рутгер Хауэр, который после исполнения этой роли стал очень известен.

## Современное использование
В настоящее время на территории форбурга функционируют гостиница, кафе с открытой террасой и ресторан. В главном здании возможно проведение свадеб, торжественных мероприятий и семинаров.

## Галерея

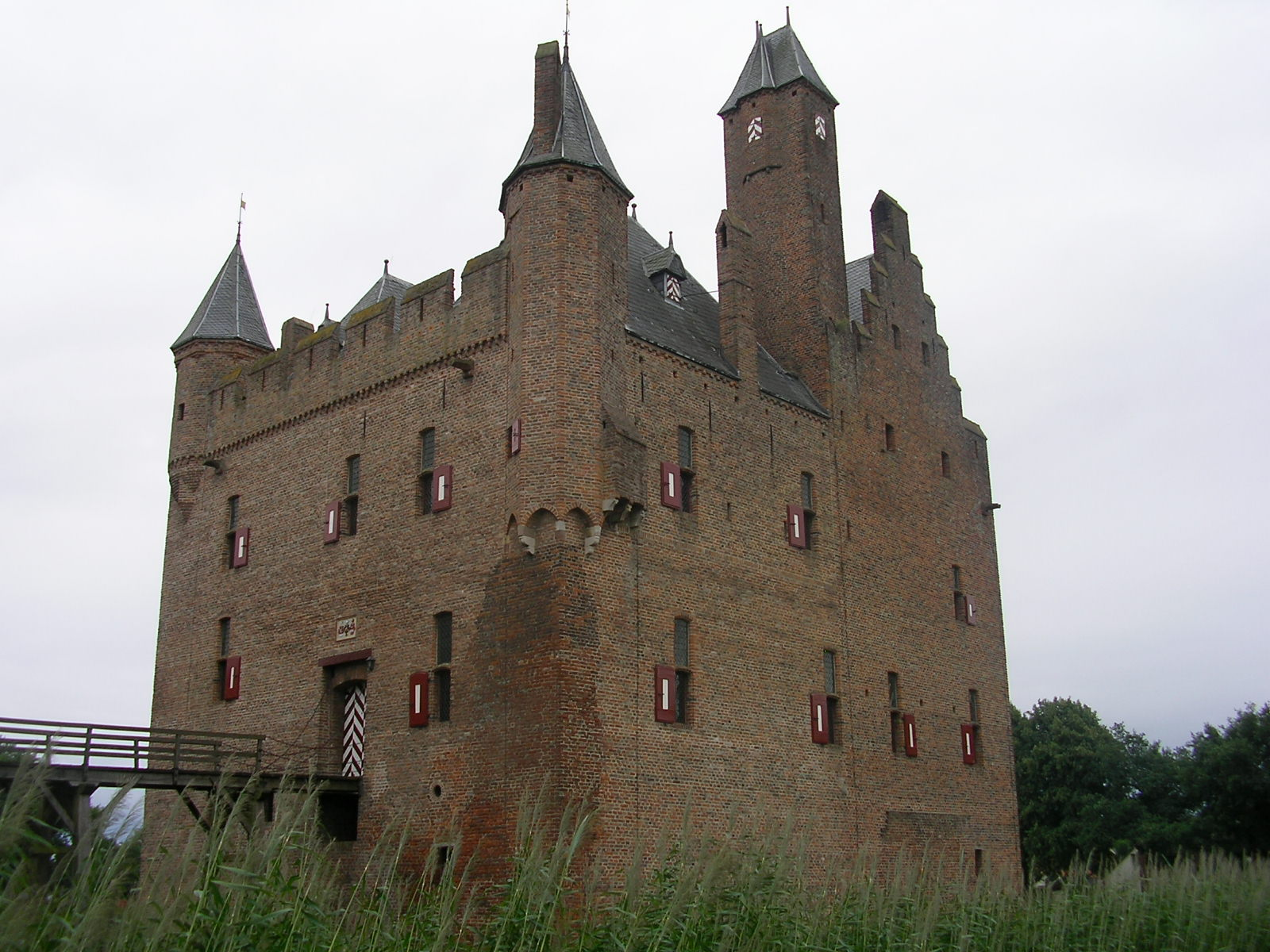
Вид цитадели с юго-восточной стороны
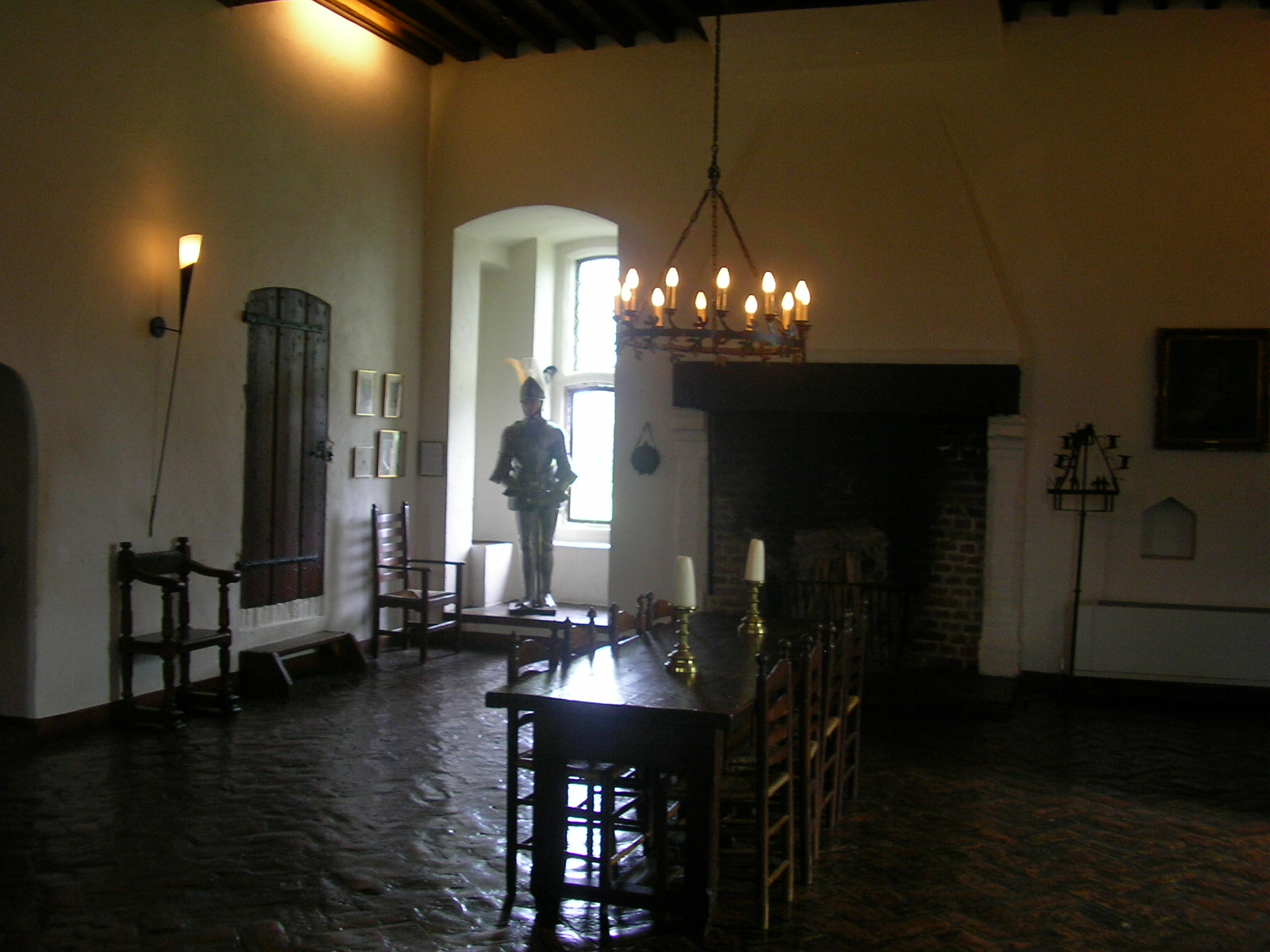
Рыцарский зал главного здания
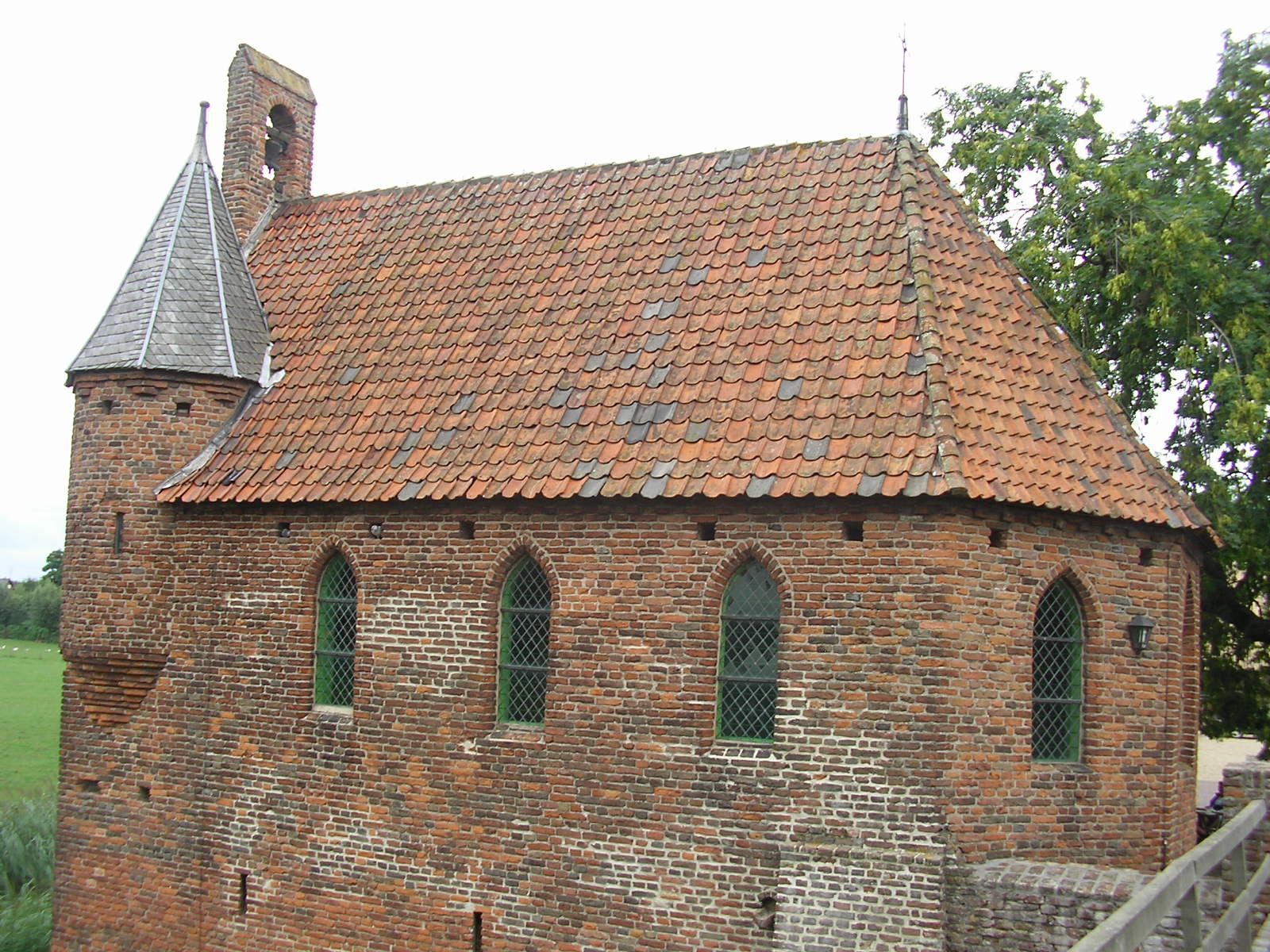
Восстановленная часовня замка
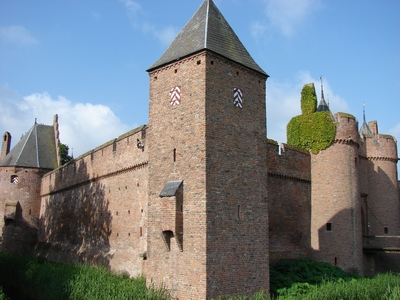
Северо-восточная башня форбурга
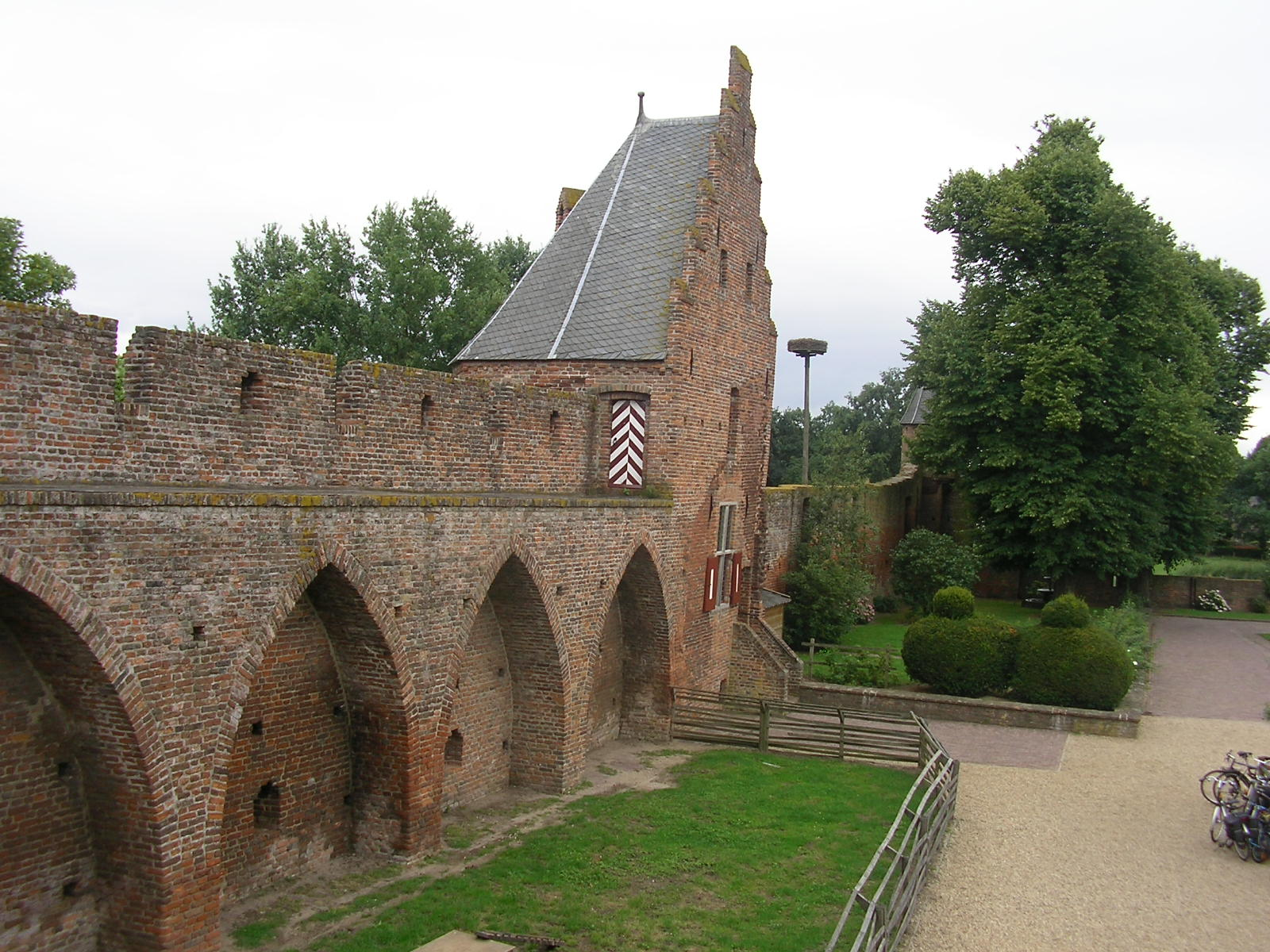
Внутренний двор форбурга
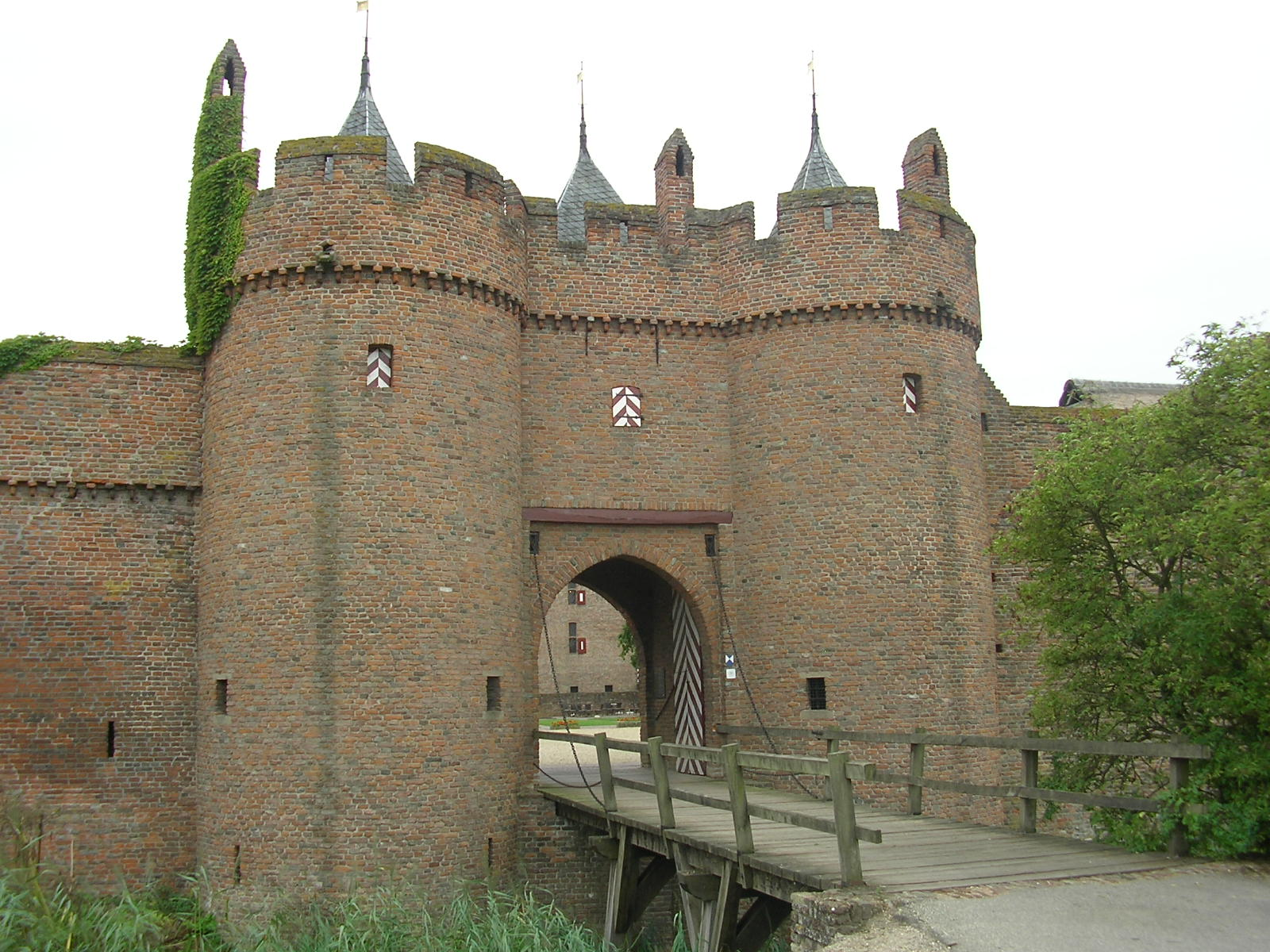
Ворота, ведущие в форбург